# Nupserha producta
Nupserha producta är en skalbaggsart som beskrevs av Schwarzer 1931. Nupserha producta ingår i släktet Nupserha och familjen långhorningar. Inga underarter finns listade i Catalogue of Life.